# Ischioscia fasciifrons
Ischioscia fasciifrons là một loài chân đều trong họ Philosciidae. Loài này được Leistikow miêu tả khoa học năm 2001.